# World Series di monobob femminile
Le World Series di monobob femminile sono una competizione sportiva internazionale organizzata dalla Federazione Internazionale di Bob e Skeleton (IBSF) e rappresenta il circuito annuale mondiale dedicato al monobob femminile, la disciplina del bob nella quale viene utilizzata una slitta monoposto, ovvero con a bordo una sola persona a cui sono pertanto demandate tutte e tre le fasi della gara: spinta in partenza, guida lungo il tracciato e frenata al termine della discesa. 
La prima edizione risale alla stagione 2020/2021 e si svolse in concomitanza con i circuiti di Coppa del Mondo, Coppa Europa e Coppa Nordamericana.

## Sistema di punteggio
| Piazzamento | 1   | 2   | 3   | 4  | 5  | 6  | 7  | 8  | 9  | 10 | 11 | 12 | 13 | 14 | 15 | 16 | 17 | 18 | 19 | 20 | 21 | 22 | 23 | 24 | 25 | 26 | 27 | 28 | 29 | 30 |
| Punti       | 120 | 110 | 102 | 96 | 92 | 88 | 84 | 80 | 76 | 72 | 68 | 68 | 68 | 68 | 68 | 68 | 68 | 68 | 68 | 68 | 68 | 68 | 68 | 68 | 68 | 68 | 68 | 68 | 68 | 68 |

## Albo d'oro
| Stagione | Vincitrice              | Seconda                  | Terza                      |
| -------- | ----------------------- | ------------------------ | -------------------------- |
| 2020/21  | Nicole Vogt Stati Uniti | Breeana Walker Australia | Marina Silva Tuono Brasile |